# Liocranoides archeri
Espèce
Liocranoides archeri est une espèce d'araignées aranéomorphes de la famille des Zoropsidae.

## Distribution
Cette espèce est endémique des États-Unis. Elle se rencontre dans des grottes en Alabama et au Tennessee.

## Description
Le mâle holotype mesure 6,6 mm et la femelle 7,8 mm.

## Étymologie
Cette espèce est nommée en l'honneur d'Allan Frost Archer.

## Publication originale
- Platnick, 1999 : A revision of the Appalachina spider genus Liocranoides (Araneae: Tengellidae). American Museum novitates, no 3285, p. 1-13 (texte intégral).